# Вэнь, Илия
Илия Вэнь Цзычжэн (кит. 伊利亚·文子正; 19 ноября 1896, Пекин, Китай — 8 июня 2007, Сан-Франциско, США) — протопресвитер Русской Православной Церкви Заграницей. На момент своей смерти был старейшим православным клириком на планете.

## Биография
В семилетнем возрасте, согласно своему желанию и с разрешения своих родителей, принял крещение в Русской духовной миссии с именем Илия в честь пророка Илии.
С 1905 по 1914 году обучался в школе при Русской духовной миссии. По окончании школы при Миссии в 1915 отец Илья поступил в духовную семинарию при миссии, которую закончил в 1918 году.
После революции в России первой задачей Русской Православной Церкви сделалась забота о многочисленных беженцах хлынувших в Китай и он решил посвятить себя пастырскому служению русским беженцам в Китае, для чего он прежде всего изучил русский и церковно-славянский языки.
В июле 1924 года был рукоположён в сан диакона, а 26 ноября 1931 года начальником миссии архиепископом Симоном (Виноградовым) рукоположён в сан иерея и назначен в Благовещенский храм города Шанхая.
Служил в ряде приходов, а после сооружения Шанхайского кафедрального собора в честь иконы Божией Матери «Споручницы грешных», был назначен в штат соборного причта — ключарём собора.
По собственным воспоминаниям: «После Второй мировой войны многие русские эмигранты в Шанхае взяли советские паспорта, в том числе и духовные лица. Начальник миссии, Архиепископ Виктор, принял советский паспорт, а также и старший священнослужитель нашего собора, протопресвитер Михаил Рогожин. Мы с Владыкой Иоанном этому примеру не последовали»
В 1946 году архиепископом Иоанном назначен настоятелем Шанхайского кафедрального собора.
В 1949 году покинул Китай из-за прихода к власти коммунистов и был направлен в Гонконг для основания там русского православного Воскресенского прихода. В этом приходе провёл большую работу, окормляя русских беженцев.
В 1957 году переехал в Сан-Франциско и назначен в клир кафедрального собора в честь иконы Божией Матери «Всех скорбящих Радость». В течение всех лет служения в кафедральном соборе до 100-летнего возраста, помимо совершения всех воскресных и праздничных богослужений в кафедральном соборе, ежедневно утром и вечером пел и читал на клиросе.
В 1981 году указом Архиерейского Синода РПЦЗ был возведён в сан протопресвитера.
В начале 2000-х уже не совершал богослужений, хотя после кончины в 2000 году архиепископа Антония (Медведева) которого протопресвитер особо почитал и любил, принимал участие в одной из заупокойных служб.
В конце 2000 года переехал на постоянное жительство к своему сыну Михаилу, но его регулярно приобщал святых Таин экклесиарх кафедрального собора протоиерей Сергий Котар. Отец Илья ежегодно, в день памяти пророка Илии, принимал у себя братию кафедрального собора.
В воскресенье 19 ноября 2006, в день его 110-летия, а также в связи с 75-летием его священнической хиротонии, протопресвитера Илью Вень посетил клир кафедрального собора Сан-Франциско и поздравил его от имени прихожан собора, духовенства и прихожан Сан-Францисской и Западно-Американской епархии и всех друзей.
До последних дней сохранял ясную память и разум, являясь скорее всего старейшим пресвитером как по рождению, так и по рукоположению во всей Русской Церкви. По словам протопресвитера Илии, самое большое для него наказание — невозможность ежедневно быть клиросе.
Скончался 8 июня 2007 года через несколько недель после воссоединения Русской Православной Церкви Заграницей с полнотой Русского Православия.. К этому времени протопресвитер Илия был восьмым старейшим мужчиной живущим на земле. Отпевание в Сан-Францисском Радосте-скорбященском соборе возглавил архиепископ Сан-Францисский Кирилл (Дмитриев).